# Косовская война
Ко́совская война́ (серб. Рат на Косову и Метохији, алб. Lufta e Kosovës) — вооружённый конфликт между Освободительной армией Косовa (ОАК) и Югославской армией (ВС СРЮ), начавшийся 28 февраля 1998 года после нападения Югославии на деревни Ликошан и Кирез в Дренице (Косово), и завершился подписанием Кумановского соглашения 11 июня 1999 года. В период конфликта более 800 тыс. албанцев стали беженцами, подавляющая часть которых вернулись после войны. Освободительная армия Косова получила поддержку с воздуха со стороны НАТО (с 24 марта 1999 года), что привело к выводу югославских войск с территории Косова. После войны около 200 тыс. сербов, цыган и других неалбанцев бежали из Косова, а многие из оставшихся гражданских лиц стали жертвами жестокого обращения. 17 февраля 2008 года косовские албанцы провозгласили Республику Косово.

## Предыстория
Напряжённость в Косове негативно сказывалась на югославской экономике и подпитывала политико-идеологический кризис. Кроме албанских выступлений, внимание привлекали также косовские сербы, чье положение в крае постепенно ухудшалось. Для того, чтобы обратить на себя внимание, представители живущих в Косове сербов начали инициировать коллективные петиции в вышестоящие органы власти и организовывать марши протеста на Белград. Спустя некоторое время югославские власти сформировали рабочую группу во главе с представителем Словении в Президиуме ЦК СКЮ Миланом Кучаном. В апреле 1987 года край также посетил Иван Стамболич, глава Президиума СР Сербии. Он отметил, что протесты местных сербов оправданы, но в то же время предостерег их от связи с теми, кто ими манипулирует.
24 апреля 1987 года край посетил новый глава Центрального комитета Союза коммунистов Сербии Слободан Милошевич. Во время его встречи с краевым руководством в Косово-Поле близ здания, где шли переговоры, произошла стычка между сербскими демонстрантами и состоящей из албанцев милицией, охранявшей встречу. Милошевич вышел к демонстрантам и произнес ставшую впоследствии знаменитой фразу: «Никто не смеет вас бить». Выступая перед сербскими демонстрантами, Милошевич критиковал как албанский, так и сербский национализм, однако с того момента в глазах многих сербов он стал выглядеть главным защитником сербских интересов в Югославии и в Косове, в частности. По мнению К. В. Никифорова, встречи Милошевича с косовскими сербами оказали на него значительное влияние, с этого момента он встал во главе массового национального движения сербов.
Осенью 1988 — зимой 1989 года вследствие в значительной степени инспирированных акций протеста против местной бюрократии Милошевич поменял руководство Воеводины, Косова и Черногории на своих ставленников. В конце марта 1989 года новые краевые скупщины приняли поправки к конституциям своих автономных краев. 28 марта их одобрила Скупщина СР Сербии. Согласно принятым поправкам, автономные края Воеводина и Косово и Метохия потеряли атрибуты государственности, были сужены полномочия их органов власти. Фактически произошёл возврат к нормам югославской конституции 1963 года. Между тем, сербские автономные края сохранили полномочия в отношении вопросов культуры, образования, здравоохранения и т. д. Изменение положения Косова спровоцировало усиление непрекращающихся волнений албанского населения края. 1989 год ознаменовался самыми значительными беспорядками в крае с 1945 года. По данным Human Rights Watch, жертвами столкновений с полицией стали 24 человека.
Бутрос Бутрос-Гали так описывал последствия поправок к конституциям СР Сербии и её автономных краев:
Большое число государственных служащих из числа албанцев в Косове подали в отставку, а другие были уволены и заменены лицами из других частей Сербии. Как утверждают, таким образом до 100 тысяч человек были сняты со своих должностей в государственных и краевых административных органах, школах и государственных предприятиях.
После завершения войн в Хорватии и Боснии и Герцеговине напряжённость в Косове возросла. После убийства сербом албанского юноши начались нападения албанцев на полицейские патрули, произошёл расстрел посетителей кафе. В ответ полиция провела массовые аресты подозреваемых. Это вызвало всплеск внимания к косовской проблеме со стороны международной общественности, которая обвинила власти СРЮ в нарушении прав человека и пытках арестованных албанцев. Схожее заявление сделала Комиссия по правам человека ООН, отмечавшая, что «к албанцам в Югославии применяются пытки, убийства, этнические чистки и геноцид». Однако после посещения Югославии специальным представителем Генерального секретаря ООН Комиссия по правам человека сообщила, что эта информация не нашла подтверждения.
30 декабря 1997 года в результате разгона демонстрации в столице Косова Приштине были ранены 15 человек.
Весной 1998 года в крае начала свою деятельность Армия освобождения Косова, которую пополняли радикально настроенные албанцы, проходившие подготовку в специальных лагерях на территории Албании. Они нападали на полицейские и армейские патрули, атаковали населённые сербами села, захватывали в заложники мирных жителей. Кроме сербов, от их действий страдали и те албанцы, которых АОК считала лояльными Югославии.

## Силы и позиции сторон

### Югославские армия и полиция

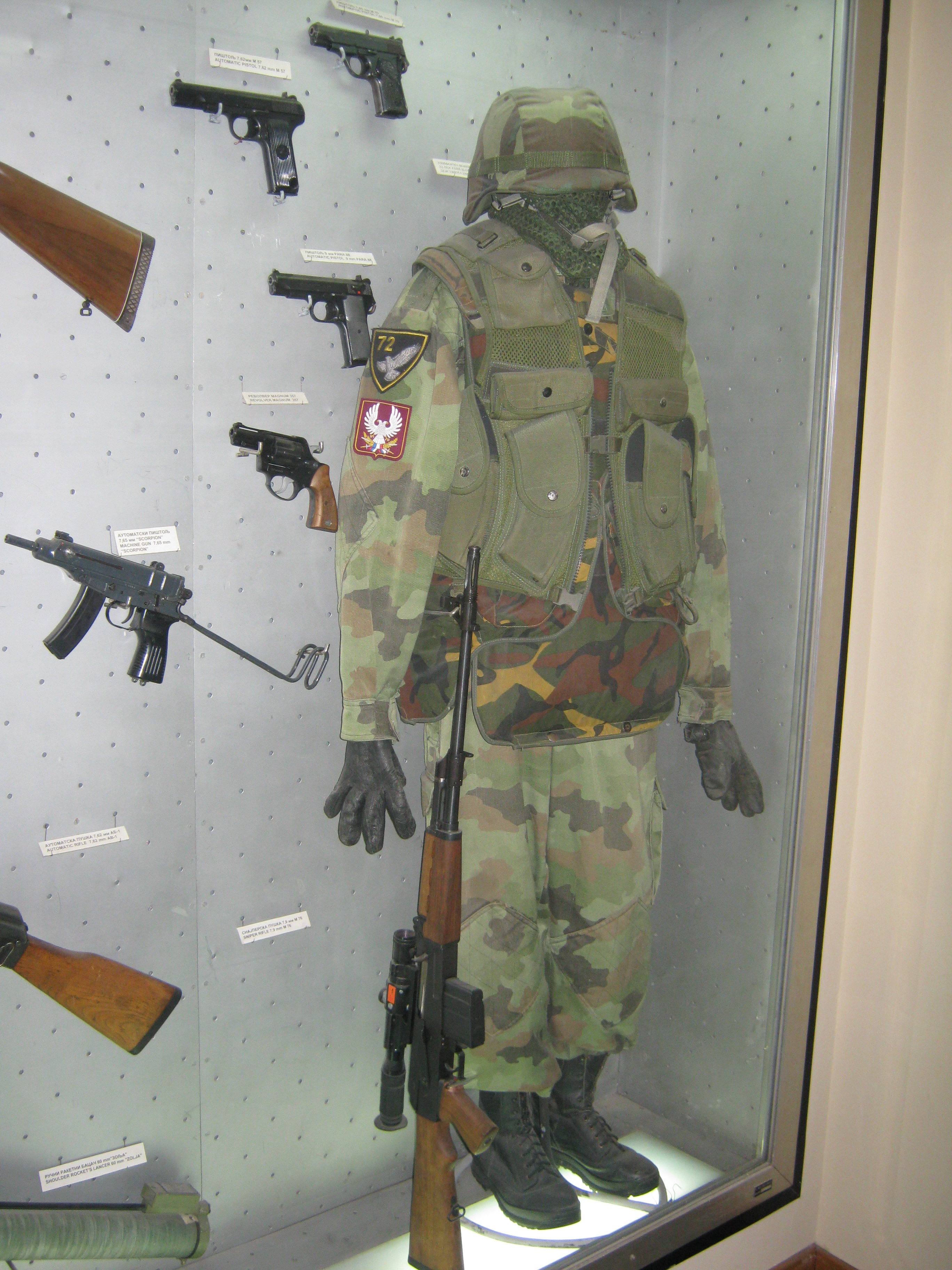
Снаряжение югославского спецназа во время Косовской войны

К марту 1999 года армия Югославии (серб. Војска Југославије) насчитывала, по разным оценкам, от 100 тысяч до 140 тысяч солдат и офицеров. Из них на территории Косова и Метохии находились около 22 000 человек в составе 52-го Приштинского корпуса 3-й армии сухопутных войск. В крае действовали 15-я, 211-я и 252-я бронетанковые бригады, 58-я и 243-я механизированная бригада, 37-я, 78-я, 125-я и 549-я моторизованные бригады, 7-я, 175-я и 354-я пехотные бригады. В крае также были задействованы силы трёх бригад центрального подчинения: 63-я парашютно-десантная и 72-я специального назначения. Помимо них, в боях с албанцами участвовали около 18 000 сотрудников югославского МВД и некоторое количество местных сербов и черногорцев, вооружённых с армейских складов.
В боях с АОК, особенно на начальном этапе конфликта, широкое участие принимали Отдельные подразделения полиции МВД СРЮ. Они были созданы 3 января 1997. Организационно состояли из шести бригад, которые насчитывали 5000 бойцов и 8000 резервистов. Во время Косовской войны ими командовал генерал Обрад Стеванович. Кроме стрелкового оружия, они оснащались миномётами и БТР.
Опорой югославских вооружённых сил были населённые пункты с сербским большинством. Кроме того, на югославской стороне выступили горанцы-мусульмане, проживающие на стыке Албании, Македонии и Сербии.

### Армия освобождения Косова
Точное время создания Армии освобождения Косова не известно. Один из лидеров АОК Рамуш Харадинай утверждал, что она начала деятельность в 1994 году с объединения нескольких албанских вооружённых группировок. Гаагский трибунал датировал создание АОК серединой 1990-х гг., а в 1996 году произошли первые нападения на югославскую полицию. Югославские генералы Вилич и Тодорович писали, что она была сформирована в 1992 году, когда косовские албанцы приняли решение о формировании подпольных отрядов. Согласно воспоминаниям полковника Тахира Земая, подготовка кадров для вооружённых формирований первоначально велась в самом Косове в местных спортивных клубах. В 1993 году албанцами была сделана попытка создать Министерство обороны Косова, однако многие организаторы данной акции были арестованы югославской полицией.
В организационном плане АОК состояла из Штаба, расположенного в Кукеше в Албании, и семи оперативных зон на территории Косова и Метохии. 1-я оперативная зона занимала северную часть Центрального Косова, 2-я — северо-восток Косова, 3-я — запад Косова, 4-я — север Косова, 5-я — южную часть Центрального Косова, 6-я — восток Косова, 7-я — юг Косова. В каждой оперативной зоне АОК было несколько «бригад», каждая из которых в реальности была размером в батальон. Официально они насчитывали тысячу бойцов, разделённых на 20 рот по 50-60 человек каждая, однако в действительности они были меньше.
В 1998—1999 гг. членов АОК тренировали инструкторы из ЦРУ и британской Специальной авиадесантной службы. Их подготовка осуществлялась на территории Албании в лагерях в Кукеше, Тропойе, Байрам Курри и Лабиноте.
По некоторым сведениям, АОК была замечена в связях с Аль-Каидой ещё в конце 1990-х. Как утверждает «The Washington Times», западные разведслужбы сообщали о том, что её члены проходят подготовку в учебных лагерях Аль-Каиды.
В составе АОК против югославских силовиков воевало несколько подразделений, которые слабо контролировались албанским командованием. Среди них: отряд «Черные лебеди» ветеранов армии боснийских мусульман, 400 человек в Албанско-Американской Атлантической бригаде под командованием Гарни Шеху, 120 бойцов в отряде из Ирана, боснийско-албанский отряд под командованием египтянина Абу Исмаила, а также многочисленные моджахеды из Афганистана, Алжира, Чечни, Египта, Саудовской Аравии и Судана.

## Ход конфликта

### Начало боевых действий в Косове
В январе 1998 года АОК начала нападения на мирных жителей и полицейские патрули на территории автономного края. 28 февраля 1998 года она провозгласила начало вооружённой борьбы за независимость края. Тогда же произошло первое серьёзное столкновение между вооружёнными албанцами и силами югославского МВД в районе Дреницы. Этот район считался «вотчиной» радикальных сторонников АОК. В ходе полицейской операции был убит один из лидеров АОК Адем Яшари. В этом бою были убиты несколько десятков членов АОК, силы МВД также понесли потери. Этот инцидент привлёк внимание международной общественности к конфликту и стал причиной его интернационализации. Уже в марте 1998 года Совет безопасности ООН ввёл военные санкции против Югославии.
Вплоть до апреля 1998 года силы югославской армии в лице дислоцированного в крае 52-го Приштинского корпуса дистанцировались от боевых действий. Однако с началом атак албанцев на военные объекты они были вовлечены в бои. В апреле часть армейских подразделений приостановили повседневную боевую подготовку, провели мобилизацию личного состава и начали принимать участие в операциях против АОК. В этот период также начались нападения на югославские пограничные заставы.
Весной 1998 года большую часть операций по уничтожению повстанцев вели силы югославской полиции. С увеличением частоты столкновений армия привлекла к участию в боях силы военной полиции, а сводные отряды полиции были усилены бронетехникой. В рамках 52-го корпуса было создано несколько групп быстрого реагирования, которые состояли из 5—15 единиц бронетехники и зенитных самоходных установок, а в роли пехоты выступали бойцы МВД. Кроме того, боевые группы начали создаваться в бригадах корпуса, их число постоянно росло вплоть до начала бомбардировок Югославии силами НАТО. Кроме сводных отрядов полиции в автономный край были отправлены также силы специального назначения.
Весной—летом 1998 года численность АОК росла. В начале мая силы МВД близ Джяковицы были атакованы группой уже из 200 человек. В связи с ростом числа атак и численности бойцов АОК армия была вынуждена применять бронетехнику и артиллерию. В начале июня силы армии и полиции предприняли операцию по ликвидации формирований АОК в окрестностях Дечан и Джяковицы. Район боев был закрыт для представителей прессы, однако в сообщениях журналистов говорилось о «настоящей войне между террористами и полицией». Участие армии в боях возросло, так как армейское командование посчитало, что полиция не может самостоятельно справиться с повстанцами.
25 июля силы армии и МВД предприняли крупную операцию против АОК в районах Дреницы и по всей Метохии. Она продолжалась до 29 сентября. В момент её начала до половины территории края контролировалось членами АОК, чья численность в районах операции, по югославским оценкам, достигала 20 000 бойцов. Югославским силовикам удалось нанести поражение повстанцам, после чего их активность в этих районах была существенно снижена. 28 сентября 1998 года премьер-министр Сербии Мирко Марьянович объявил о победе в Косове: «Сегодня в Косове царит мир. Террористические банды были уничтожены».

### Интернационализация конфликта
Конфликт в Косове сопровождался систематическим нарушением прав человека и к осени 1998 года стал причиной около 1000 жертв и появления более 230 000 албанских беженцев среди гражданского населения региона.
На протяжении всего 1998 года страны НАТО усиливали давление на Белград с целью вынудить его прекратить военные действия в Косове и Метохии. 23 сентября 1998 года Совет безопасности ООН принял резолюцию под номером 1199, призывающую стороны к прекращению огня. 24 сентября НАТО приступил к планированию воздушной кампании против Югославии, чтобы принудить Белград к миру. 13 октября Совет НАТО отдал приказ о начале операции в течение 96 часов. Югославские власти уступили, и 15 октября под эгидой НАТО было заключено перемирие в Косове, предполагавшее отвод югославских армейских частей в места постоянной дислокации. Перемирие вступило в силу 25 октября. Мониторинг перемирия НАТО осуществляло в рамках операции «Eagle Eye». По мнению сербской стороны, во время данной операции велась разведка состояния и позиций югославской армии.
Однако перемирие оказалось неэффективным, насилие над мирным сербским и албанским населением продолжалось. В январе 1999 года югославские армия и полиция возобновили операции против АОК.
Непосредственным поводом для вмешательства НАТО в конфликт стал инцидент в Рачаке, когда во время атаки на удерживаемую бойцами Армии освобождения Косова деревню югославские силы, по утверждениям западных наблюдателей, казнили 45 албанцев. Югославские власти утверждали, что албанцы в Рачаке погибли в бою. 30 января НАТО пригрозило авиационными ударами по территории СРЮ в случае, если её руководство продолжит отказываться от переговоров с косовскими лидерами.
В феврале под эгидой Контактной группы (страны НАТО и Россия) прошли переговоры между югославскими властями и косовскими албанцами в замке Рамбуйе под Парижем. Переговоры закончились безрезультатно. 18 марта США и Великобритания представили на рассмотрение проект урегулирования, предусматривавший полную политическую автономию края, ввод войск НАТО на его территорию и вывод оттуда югославской армии и сил МВД. Кроме того, в проект соглашения был включён пункт об утверждении окончательного статуса Косова спустя три года «волей народа», что для югославской делегации было неприемлемо. Также вывод югославских сил расценивался сербами как сдача края албанским сепаратистам. Проект был принят албанской стороной, но отвергнут югославской стороной и Россией. 23 марта югославская делегация согласилась принять политическую часть предложения, но отказалась позволить войскам НАТО занять Косово и Метохию. В тот же день вечером НАТО приняло решение начать военную операцию, чтобы заставить Югославию принять проект целиком.
ООН внимательно отслеживала ситуацию в Косове и Метохии, однако её санкции на интервенцию не последовало. Резолюция ООН, осуждавшая действия НАТО как агрессию, собрала только три голоса «за» (Россия, Намибия и КНР) при голосовании в СБ ООН. С другой стороны, критик интервенции Ноам Хомский подтверждает, что военные действия НАТО против суверенной страны — Югославии — без санкции Совета Безопасности ООН явились нарушением устава ООН и международного права.

## Боевые действия в Косове в период войны НАТО против Югославии

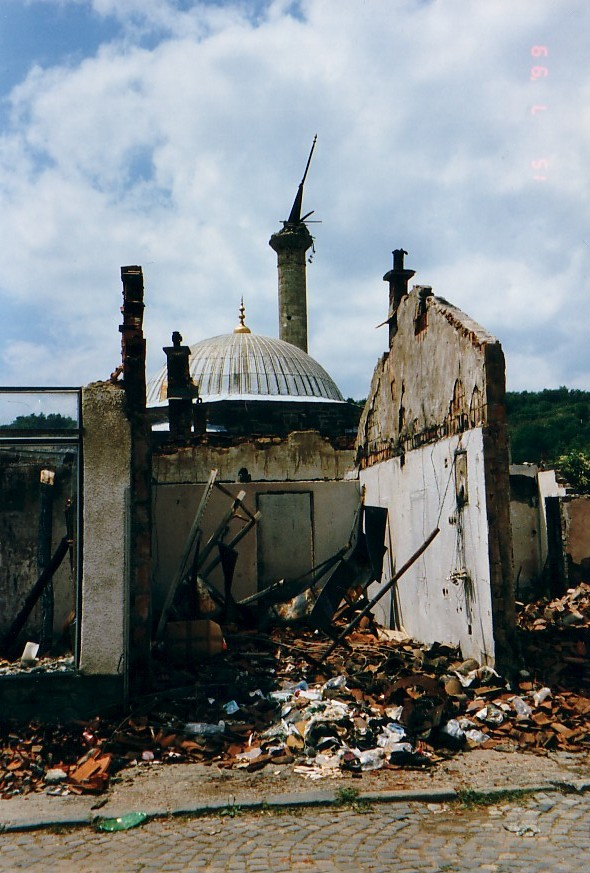
Разрушенная албанская мечеть в Косове

В период с 24 марта по 10 июня 1999 года была проведена военная операция НАТО против Союзной Республики Югославия. Причиной интервенции войск НАТО была названа волна этнических чисток в регионе. Впоследствии Международный трибунал по бывшей Югославии подтвердил ответственность югославских служб безопасности за преступления против человечности в отношении албанского населения Косова, однако уже после начала операции НАТО. До начала операции НАТО Косово покинули около 400 тыс. албанцев. Причинами активизации этнических чисток после начала бомбардировок были неспособность сербской армии противостоять воздушной мощи НАТО и «вымещение злости» за это на мирных албанцах, попытка Югославии дестабилизировать ситуацию в соседних странах (Албания, Македония), создав поток беженцев, а также подорвать единство блока НАТО, создав впечатление, что именно бомбардировки привели к массовому исходу гражданского населения (югославское правительство много раз заявляло, что беженцы спасались от натовских бомб).
В течение марта — июня 1999 года Косово покинули, по данным UNHCR, 848 100 албанцев, из которых 444 600 человек осели в Албании, а 244 500 человек оказались в Македонии. Таким образом АОК получила возможность набрать дополнительные силы из числа косовских беженцев в Албании. К концу марта 1999 года АОК удалось мобилизовать из этого контингента до 20 тыс. человек, вооружив их стрелковым оружием китайского производства.
В начале марта 1999 года югославские силы начали наступление и к началу апреля того же года смогли захватить большинство позиций АОК. Однако полностью подавить албанское сопротивление югославской стороне не удалось: силы АОК продолжали вести партизанскую войну в некоторых горных и лесных районах края.
Кроме того, на протяжении конфликта происходили стычки в полосе албанско-югославской границы. В апреле 1999 года АОК взяла пограничный караул «Кошары», но была остановлена югославскими частями и иностранными добровольцами. Попытки продвинуться вглубь Косова, предпринятые в мае того же года при поддержке авиации НАТО, были отбиты. В апреле 1999 года югославские силы вступили на территорию Албании и заняли село Каменица (около города Кукес).
Результатом операции НАТО было завершение Косовской войны. Контроль над регионом перешёл к силам НАТО и албанской администрации. Прошли этнические чистки среди сербского населения Косова и Метохии.

## Уничтожение албанского культурного наследия
Многочисленные албанские культурные объекты в Косове были уничтожены во время Косовской войны, что представляло собой военное преступление, нарушавшее Гаагские и Женевские конвенции. Всего за время конфликта 225 из 600 мечетей в Косове были повреждены, подверглись вандализму или были уничтожены вместе с другой исламской архитектурой. Также около 500 албанских кул и три из четырёх хорошо сохранившихся исторических городских центров османского периода получили значительные разрушения, что привело к большой потере традиционной архитектуры в Косове. 65 из 183 косовских публичных библиотек были полностью уничтожены с потерей в 900 588 единиц хранения, исламские библиотеки потеряли редкие книги, рукописи и другие письменные памятники. Архивы, принадлежащие Исламскому сообществу Косова, с документами в том числе 500-летней давности, также были уничтожены. Во время Косовской войны исламское культурное наследие рассматривалось югославскими и сербскими военными формированиями как албанское наследие. Его разрушение являлось методическим и планируемым компонентом этнической чистки в Косове.

## Дальнейшие события

### Ввод миротворческого контингента
12 июня 1999 года в соответствии с резолюцией Совета Безопасности ООН 1244 в Косово вошли международные силы под командованием британского генерала Майкла Джексона. Численность контингента KFOR составила 42 тысячи военнослужащих из 30 стран, ещё 7 тысяч военнослужащих тыловой поддержки находились в Македонии, Албании и Греции.

### Марш-бросок российских десантников на Приштину
Ночью 12 июня войска РФ прошли из Боснии до Косова, в Аэропорт «Слатина», заняв оборонительную позицию.

### Преследование неалбанского населения и уничтожение религиозных и культурных объектов

Разрушенная сербская церковь в Косове

После ввода миротворческих сил НАТО по Косову прокатилась волна убийств и уничтожения сербских религиозных и культурных объектов. С июня по декабрь 1999 года край покинуло до 200 000 сербов, черногорцев, цыган и т. д. В Призрене число сербов сократилось до 11 человек, в Приштине — до 300. По данным сербских властей, с 10 июня 1999 года по 30 марта 2000 года в Косове совершено 4564 террористических акта и атак, убито 936 человек (из них 835 сербов и черногорцев), похищены 867 человек (из них 824 серба и черногорца). Было уничтожено более 50 000 домов, большинство которых принадлежало неалбанскому населению (сербам, черногорцам, цыганам и др).
Согласно письму патриарха Сербской православной церкви Павла от 2002 года к специальному представителю Генерального секретаря ООН в Косове Михаэлю Штайнеру и главнокомандующему Международными миротворческими силами в Косове (КФОР) генералу Марселю Валентину, уже после ввода в Косово миротворцев местными албанцами было разрушено более 120 православных храмов, ряд из которых имеет средневековое происхождение и является частью всемирного культурного наследия.
В 2004 году монастырь Высокие Дечаны был зачислен в перечень объектов всемирного наследия ЮНЕСКО. Спустя два года в 2006 году объект наследия был расширен, и в список были включены ещё два православных монастыря и одна церковь. Тогда же они были зачислены в список всемирного наследия, находящегося под угрозой, по причине возможных атак албанцев. Все объекты находятся под защитой KFOR. При этом посещение паломниками ряда монастырей и церквей возможно только в сопровождении солдат KFOR.
17—19 марта 2004 года в Косове произошли массовые беспорядки, направленные против оставшихся в крае сербов. Погибли 35 человек, более 900 были ранены. По разным оценкам, от 29 до 35 православных церквей и монастырей были уничтожены либо частично разрушены.
Периодически нападениям подвергаются жители сербских анклавов, а также вернувшиеся в край сербы и черногорцы.

### Вопрос сербских беженцев
За время бомбардировок Союзной Республики Югославии авиацией НАТО в марте — июне 1999 года Косово и Метохию покинули около 100 000 сербов и черногорцев. Летом 1999 года, после того, как край перешёл под контроль сил Североатлантического альянса и косовских албанцев, произошло массовое переселение сербов и черногорцев в Сербию и Черногорию. Всего в конце 1999 года там находилось 250 тысяч сербов и черногорцев, покинувших Косово и Метохию. При этом, согласно данным Управления Верховного комиссара ООН по делам беженцев, в 2009 году в край вернулись примерно 700 человек, в 2010 году — около 800. Затем количество вернувшихся в Косово и Метохию значительно уменьшилось, например в 2013 году в край вернулись только 54 человека.
В июне 2013 года в Сербии находились 210 000 перемещённых лиц из Косова и Метохии.

### Массовые захоронения косовских албанцев
По оценке Amnesty International, в ходе войны сербскими властями были задержаны и потом пропали без вести 3000 этнических албанцев. После войны на территории Сербии за пределами Косова стали находить и исследовать массовые захоронения убитых югославскими силовиками косовских албанцев в ходе этнических чисток. Крупнейшими из них стали братские могилы на полицейском полигоне в Батайнице, где были погребены останки более 700 албанских жертв.
Тела жертв автотранспортом доставлялись из Косова. Сербские власти утверждали, что Слободан Милошевич отдавал приказы избавиться от улик, которые в будущем могли служить доказательствами его причастности к военным преступлениям.
После окончания войны на территории Сербии в секретных захоронениях всего было найдено (на 2021) более 900 тел косовских албанцев — за организацию данной секретной операции по сокрытию военных преступлений в судах Сербии никто не был признан виновным. Международный трибунал по бывшей Югославии, проходивший в 2014 году в Гааге, за данную операцию по сокрытию тел, а также за другие военные преступления против косовских албанцев, приговорил заместителя внутренних дел Сербии Властимира Джорджевича к 18 годам тюрьмы.

### Уничтожение христианских кладбищ
После конфликта, в том числе после провозглашения независимости в 2008 году, косовские албанцы продолжили уничтожать сербские кладбища в Косове. В ряде мест посещение могил сербами возможно только в сопровождении миротворцев KFOR либо местной полиции. Также от действий вандалов пострадали католические надгробия.

## Жертвы
Официальные власти и исследователи называют различные цифры жертв конфликта.
Согласно данным сербских властей, во время конфликта погибли 659 военнослужащих армии и 349 сотрудников полиции. Общее количество жертв бомбардировок они оценивали в 2500 погибших. Количество раненых составило около 12 500 человек.
Неправительственная организация Центр гуманитарного права, чьи офисы находятся в Белграде и Приштине, опубликовала в 2014 в интернете «Книгу памяти Косова» с именами всех погибших и пропавших без вести с января 1998 по декабрь 2000 на территории Косова в результате действий сербской полиции, югославской армии, албанской армии освобождения Косова. В книге памяти, кроме погибших мирных жителей, также называют имена погибших участников военных формирований. Всего в книге числится 13 517 погибших, из которых: албанцев — 10 415, сербов — 2197, босняков, рома и других национальных меньшинств — 528.
Из данного числа всех погибших или пропавших без вести мирных жителей было: 8661 косовский албанец, 1797 сербов, 447 ромов, босняков и других национальных меньшинств.
Центр гуманитарного права опубликовал в 2018 список погибших в результате натовских бомбардировок Югославии. В исследовании говорится о 754 погибших. Мирных жителей погибло 454: сербы и черногорцы — 207, албанцы — 219, рома — 14, другие национальные меньшинства — 14.
Всего погибших среди вооружённых формирований — 300: 274 сербских бойца, 24 бойца албанской Армии освобождения Косова.
Сербские боевые потери в результате натовских авиаударов включали 108 солдат, не достигших 25 летнего возраста.

## Разрушения
В июле 1999 года Еврокомиссия обнародовала результаты исследования, проведённого в Косове. В рамках исследования были изучены 204 тысячи зданий в 1300 косовских деревнях. Были зафиксированы следующие разрушения:
- Дома — 78 000 разрушены, 119 500 повреждены
- Школы — 189 разрушены, 534 повреждены
- Больницы — 83 разрушены или сильно повреждены, 240 повреждены
- Повреждена система электроснабжения в 617 деревнях
- Повреждена система водоснабжения в 440 деревнях